# Amaracarpus grandiflorus
Amaracarpus grandiflorus là một loài thực vật có hoa trong họ Thiến thảo. Loài này được A.P.Davis mô tả khoa học đầu tiên năm 2004.